# Valdez przybywa
Valdez przybywa (Valdez Is Coming) – amerykański western z roku 1971 oparty na podstawie powieści Elmore’a Leonarda. Jest to filmowy debiut Edwina Sherrina jako reżysera, który wcześniej zajmował się reżyserią teatralną.

## Obsada
- Burt Lancaster – Bob Valdez
- Jon Cypher – Frank Tanner
- Susan Clark – Gay Erin
- Frank Silvera – Diego
- Richard Jordan – R.L. Davis
- Barton Heyman – El Segundo